# Peter Senge

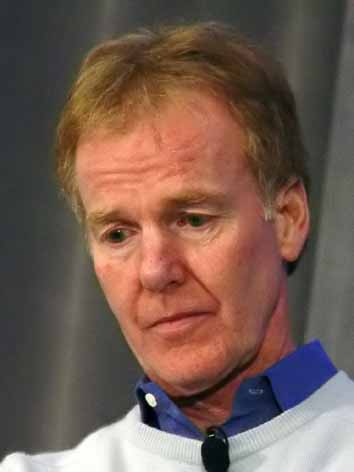
Peter Senge

Peter M. Senge (nascido em 1947) é o autor renomado do livro A Quinta Disciplina.

## Biografia
- Formou-se em Engenharia pela Stanford University e obteve mestrado em Modelos de Sistema Sociais e o Ph.D. em Management pelo MIT (Massachusetts Institute of Technology), onde também estudou Filosofia.
- Leu na universidade e foi influenciado pelo livro “Reveille for Radicals” (Alvorada para os radicais) de Saul Alinsky, que trata das “Organização da comunidade”, onde pessoas que vivem próximas possam trabalhar unidos para beneficio próprio e da comunidade.
- Professor sênior no MIT;
- Fundou e é diretor da SOL (Society for Organizational Learning).
- Ele mora com sua esposa e filhos em Massachusetts oriental.

## Publicações
- 1990, The Fifth Discipline: The art and practice of the learning organization, Doubleday, New York, 1990. Best-seller e principal obra.
- 1994, The Fifth Discipline Fieldbook
- 1999, The Dance of Change
- 2004, Presence: Human Purpose and the Field of the Future, published in 2004
- 2005, Presence: An Exploration of Profound Change in People, Organizations, and Society Organizations, and Society
- 2008, The Necessary Revolution: How Individuals and Organizations Are Working Together to Create a Sustainable World

Tradução:
1990, A Quinta Disciplina: A arte e prática da organização de aprendizagem, Doubleday, New York, 1990. Best-seller obra e principais.
1994, A Quinta Disciplina Fieldbook
1999, A Dança da Mudança
2004 Presença: Propósito Humano eo Campo do Futuro, publicado em 2004
Presença 2005: Uma Exploração de mudanças profundas nas pessoas e organizações, e Organizações da Sociedade e Sociedade
2008, A Revolução Necessária: Como indivíduos e organizações estão trabalhando juntas para criar um mundo sustentável

## Trabalhos Principais
“Copiar as melhores práticas não é aprender”
Learning Organization e “A quinta Disciplina”
Definição segundo Senge: “As organizações que aprendem são aquelas nas quais as pessoas aprimoram continuamente suas capacidades para criar o futuro que realmente gostariam de ver surgir”
Características:
- Aprendizado = vantagem competitiva

- Defende a liderança de baixo p/ cima: “Lideres de linhas locais”.

- Não valoriza o treinamento, mas sim o aprendizado do dia-a-dia, ao longo do tempo.

- Para incorporar o “Learning Organization” é preciso incorporar as 5 disciplinas:

Domínio pessoal:
- Aprender a expandir as capacidades pessoais;

- Criar um ambiente empresarial que estimule todos os participantes alcançando assim as metas escolhidas;

- Estimular os trabalhadores a buscarem e alcançarem seus objetivos sem medo de errar;

•	Modelos mentais:
- Consiste em refletir, esclarecer continuamente;

- Melhorar a imagem que cada um tem do mundo;

- Verificar como moldar atos e decisões;

- Rever nossos modelos mentais e ajustá-los a realidade;

•	Visão compartilhada:
- Estimular o engajamento do grupo em relação ao futuro;

- Elaborar princípios e diretrizes que permitirão alcançar esse futuro;

•	Aprendizado em equipe:
- Desenvolver o pensamento e a comunicação coletiva a fim de superar a soma dos talentos individuais.

•	Pensamento sistêmico:
- Analisar e compreender a organização como um sistema integrado.

- Criar uma forma de analisar e uma linguagem para descrever e compreender as forças e inter-relações que modelam o comportamento dos sistemas.

“The Necessary Revolution”
- A Era Industrial tem sido um período de exploração não só de recursos naturais como também a de exploração de pessoas (trabalho);

- Ignoramos o fato de que há pessoas que vivem com menos de 1 dólar por dia;

- Conflitos regionais devido a água e comida: Ex: Índia e China brigando pelo Himalaia que possui fonte de água;

- Revolução de agora é mudar nossa forma de pensar e uma maneira de viver em maior harmonia com a natureza;

- Instituições grandes com economia regenerativa, que funcione como sistemas vivos que não criem resíduos, para funcionarem como bases no rendimento de energia da Terra;

- Existência de novos líderes para lidarem com as questões da nova revolução;

•	3 ideias norteadoras para criar um futuro sustentável.
- O caminho a seguir deve levar em conta as necessidades das futuras gerações. Ou seja , viver o presente sem comprometer o futuro.

- Mudanças e importância das instituições, o mundo não vive sem elas. Precisa-se mudar a forma de agir através delas.

- Mudança de pensamentos para resolver problemas atuais. Novas idéias e formas de pensar.

"...quando os membros de uma organização concentram-se apenas em sua função, eles não se sentem responsáveis pelos resultados" (SENGE, Peter. A quinta disciplina : arte, teoria e prática da organização da aprendizagem. São Paulo : Best Seller, 1993. Citado por: LUCK, Heloísa. Em: Perspectivas da Gestão Escolar e Implicações quanto a formação de seus gestores)

Como aprender da experiência:
O aprendizado através da experiência se dá quando as consequências das decisões importantes retornam rapidamente para as equipes.
Por isso, muitas organizações inteligentes criam uma simulação virtualizada de aprendizagem que incluem interações complexas de negócios, chamada Micro-Mundo, a partir da qual é possível acelerar o processo de aprendizado empresarial. Ou seja, são simulacros de situações desafiadoras que estimulam o alinhamento das equipes no trabalho interdisciplinar, com o objetivo de aprender na prática a lidar com os problemas.
"No campo da administração, além dos micromundos tradicionais, surgiu um novo tipo de micromundo, criado por intermédio do microcomputador, o qual possibilita a integração da aprendizagem de interações complexas da equipe com a aprendizagem de interações complexas da empresa". (Senge, 1990, p.278).
1. ↑  SENGE, Peter (1990). A quinta disciplina. São Paulo: Best Seller. p. 278